# American Association of Physicists in Medicine

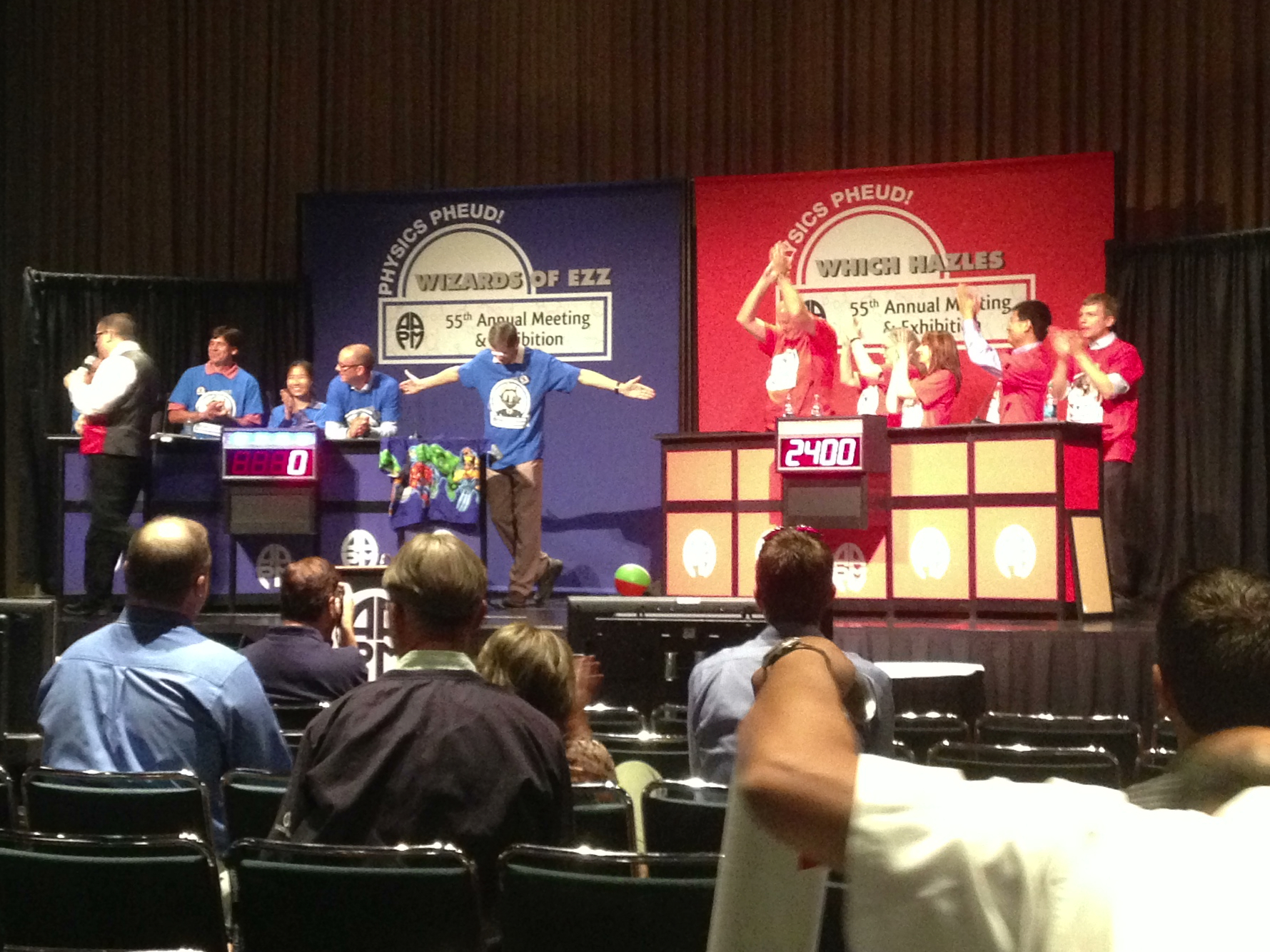
L'informe anual "Física Pheud", a la 55a Reunió de l' AAPM a Indianapolis en el 2013.

L'Associació Americana de Físics en Medicina (American Association of Physicists in Medicine - (AAPM)) és una organització científica, educativa i professional dels metges físics.
La seva seu està ubicada al 1631 Prince Street, Alexandria, Virgínia.
Les publicacions inclouen dues revistes científiques Medical Physics i el Journal of Applied Clinical Medical Physics (JACMP), així com els informes tècnics i actes del simposi.
Els propòsits de l'Associació Americana de Físics en Medicina són promoure l'aplicació de la física a la medicina i la biologia i encoratjar l'interès i la formació en Física Mèdica i camps afins. L'AAPM ha establert la física mèdica com la seva principal revista científica i informativa.
L'AAPM és un membre de l'American Institute of Physics i té més de 8000 membres de ple dret.